# Maximiano Errázuriz Valdivieso
Este artículo trata a una persona del siglo XIX. Para otra del siglo XX, ver Maximiano Errázuriz Eguiguren
Maximiano Errázuriz Valdivieso (Santiago, 21 de febrero de 1832-fundo Panquehue, San Felipe, 17 de noviembre de 1890) fue un agrimensor y político conservador, poseedor de una de las fortunas más grandes de Chile.

## Biografía

### Vida privada
Hijo de Francisco Javier Errázuriz Aldunate y de Rosario Valdivieso Zañartu (hermana de Rafael Valentín Valdivieso, arzobispo de Santiago), fue el mayor de los siete hijos del tercer matrimonio de su padre.
Estudió en el Instituto Nacional, del que fue inspector cuando todavía era alumno de ese colegio, y en la Universidad de Chile, donde recibió el título de agrimensor, el 13 de agosto de 1851. En 1855, a los 22 años, se casó con Amalia Urmeneta Quiroga, de 18 (hija de su socio, el acaudalado industrial y político José Tomás Urmeneta). El matrimonio tuvo cuatro hijos, entre los que figuran el pintor y diplomático José Tomás Errázuriz Urmeneta y el diplomático y político Rafael Errázuriz Urmeneta; Amalia no pudo recuperarse de sus problemas de salud después del nacimiento de este último y murió el mismo año, en 1861, cuando solo tenía 24; los niños se criaron con su abuela paterna, es decir, con Rosario Valdivieso. Diez años más tarde, Maximiano conocería a Carmen Valdés Ureta, hija del intendente de Valparaíso en esa época, con la que se casaría en segundas nupcias el 9 de marzo de 1871 y se iría en viaje de luna de miel a París con sus hijos; en el camino de regreso, al pasar por el Caribe, su flamante esposa contrajo la fiebre amarilla y falleció el 11 de junio de 1872, al poco de llegar a Chile.

### Vida pública
En 1852 se estableció en el puerto de Valparaíso con una casa comercial y pronto extendió su negocio a lo largo del país. Cooperó con su suegro en la fundación de la Compañía de Gas de Santiago (1866), contribuyó en la formación de la Compañía Sudamericana de Vapores y fue el primer presidente de su directorio.
Se dedicó a la minería en Coquimbo, donde en sociedad junto a su suegro, inició grandes empresas como la Fundición en Guayacán o la Fundición de Tongoy. 
Militante del Partido Conservador, fue elegido diputado por Osorno (1858-1861), pero se incorporó a la Cámara su suplente, Eduardo Cuevas, ya que "los negocios reclamaban todo su tiempo". Elegido nuevamente en 1867, esta vez por Vallenar, fue nombrado ministro plenipotenciario (embajador) de Chile en Bélgica el 1 de abril de ese año, cargo que desempeñó hasta el 30 de junio de 1869. Asimismo, realizó múltiples gestiones ad honorem en asuntos diplomáticos para el Gobierno de Chile, especialmente en las relaciones comerciales con Estados Unidos y el Reino Unido.

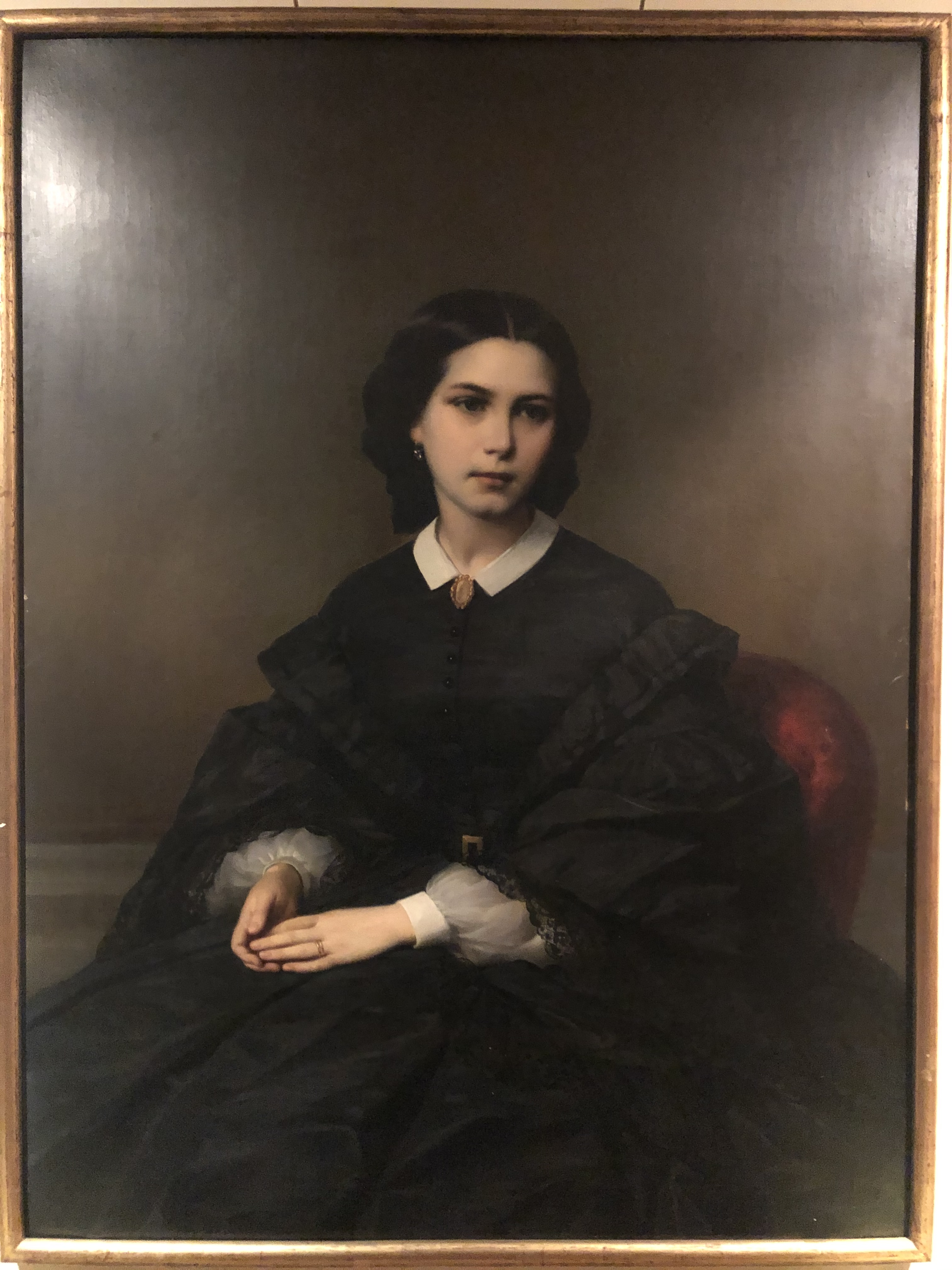
Amalia Urmeneta, su primera esposa

A su regreso, participó en la Comisión Constituyente de 1870 con el objeto de reformar la constitución. Ese mismo año se convirtió nuevamente en parlamentario en representación de La Serena y fue elegido presidente de la Cámara de Diputados de Chile, cargo que ejerció desde el 2 de junio de 1870 hasta el 6 de junio de 1871; al poco tiempo, su escaño pasó a ocuparlo su suplente, Antonio Larraguibel. En 1872 fue nombrado ministro plenipotenciario en Viena por un corto periodo. 
En 1873, fue elegido senador para la legislación debería durar hasta 1882, pero que concluyó en 1876 debido a la reforma constitucional; ese año fue elegido senador suplente por Arauco, pero pasó ser propietario; integró la comisión permanente de Hacienda e Industria. En dicha provincia contribuye al desarrollo de la minería de carbón de piedra, donde además construyó una casona llamada «Mansión Errázuriz», sede del actual Museo Minero de Lebu. 
Fomentó las artes a través del mecenazgo, costeando estudios en Europa a jóvenes pintores y escultores y trayendo valiosas obras a Chile. 
Fue además precursor de la industria vitivinícola chilena, como fundador de la Viña Errázuriz Panquehue, en 1870. Estos viñedos los empezó a plantar en el valle del Aconcagua siguiendo el ejemplo de su suegro.

### Últimos años
Después de la muerte de su segunda esposa, Maximiano Errázuriz se instala en Santiago y encarga la construcción de su casa al arquitecto romano Eusebio Chelli. El Palacio Errázuriz, hoy sede la embajada de Brasil, deslumbró por su lujo a la sociedad de la época. Después de la muerte de su suegro y socio José Tomás Urmeneta en 1878, Maximiano formó una nueva sociedad con sus hijos y comenzó a retirarse paulatinamente de los negocios y la política. En 1883, con sus hijos ya casados, se mudó definitivamente a su viñedo de Panquehue y vendió su mansión santiaguina a Ramón Cruz Moreno (1839-1906), principal coleccionista de obras de arte y antigüedades de ese entonces, dueño de una casa comercial en Valparaíso.

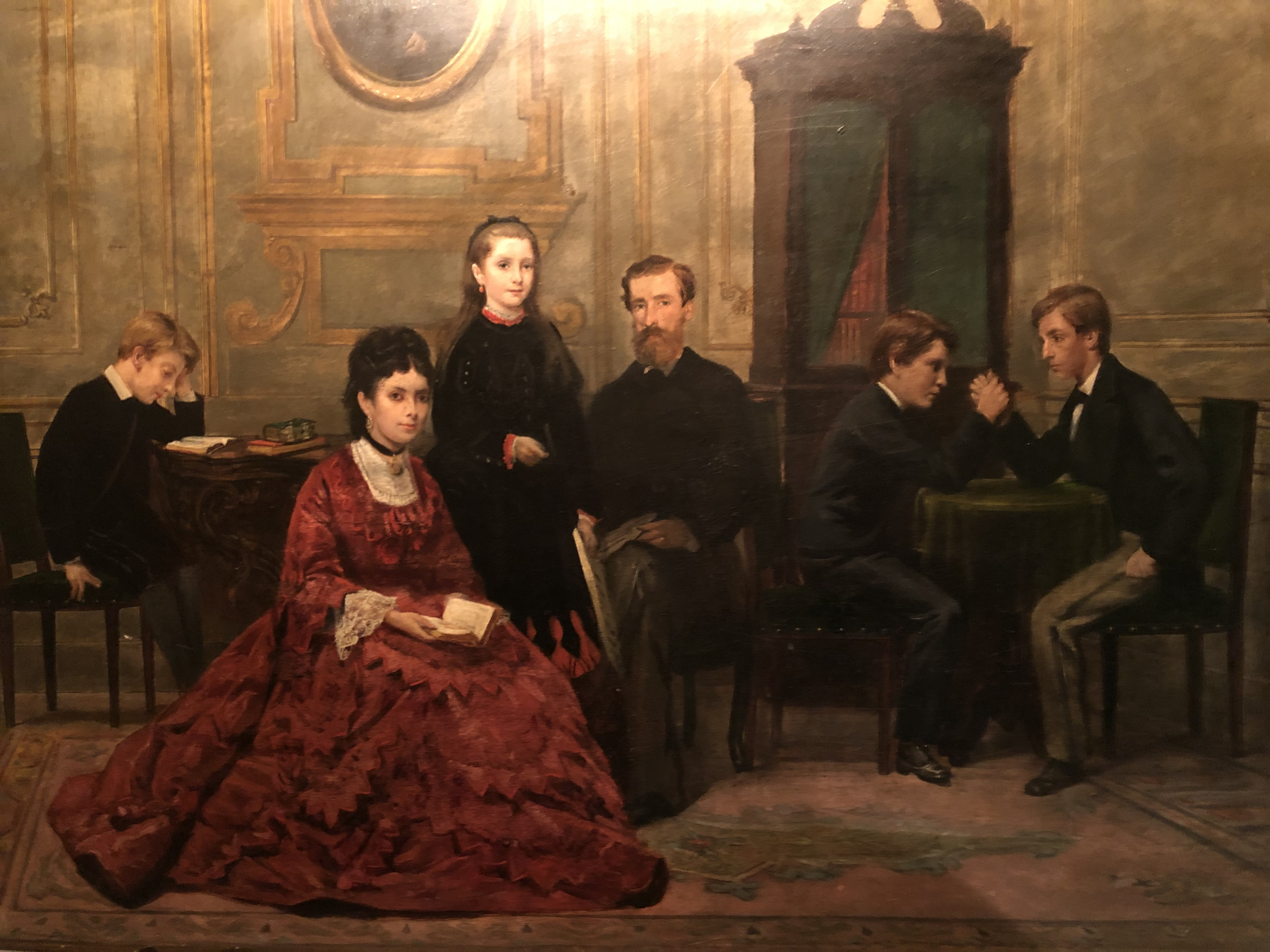
La familia de Maximiano Errázuriz pintada por Maurice Blum en 1871. De iz. a der.: su hijo Rafael, Carmen Valdés, su 2ª esposa; su hija Amalia, Maximiano, sus hijos Guillermo y José Tomás; en la pared, retrato de su madre, Rosario Valdivieso Zañartu

No quiso vivir en la mansión que había construido para su segunda esposa, Carmen Valdés, y se instaló en la casa administrativa de la hacienda —"casita modesta y no el palacete pompeyano de la hacienda", escribe Miguel Laborde en un folleto— llevando una vida devota y austera. Financió la construcción de una escuela y una iglesia, construyó casas para sus trabajadores y donó parte de su colección de arte a instituciones de beneficencia. Falleció a los 58 años, en su fundo Panquehue, en San Felipe.